# سنط مجنح
السنط المجنح (الاسم العلمي: Acacia alata) هي شُجيرة تنتمي لجنس السنط. وهي شديدة الاحتمال للصقيع، غصونها متفرعة، وتنمو عادةً لتصل لطول يتراوح بين 2.1 متر وعرض متر واحد. وتنتشر حول غربي أستراليا. وتنمو في عدة أنواع من الترب، في المناطق التي تقع بالقرب من المجاري النهرية، أو في التلال الصخرية، في الترب الملحية المتصلبة، أو المسطحات الطينية. وتكون غُصيناتها مُنحنية بشكل متناوب في اتجاهات مختلفة.
أربع أنواع معتمدة ضمنه:
- Acacia alata var. alata
- Acacia alata var. biglandulosa
- Acacia alata var. platyptera
- Acacia alata var. tetrantha